# Loftbacken

Skylt som visar vägen till Loftbacken

Loftbacken är ett ortnamn som sedan 1950-talet använts av Vägverket som exempel på vägvisare för enskild väg. Enligt Lantmäteriet finns det ingen plats i Sverige som heter så. Dock finns en gata med namnet Loftbacken (eller Luhtimäki på finska) i Vanda norr om Helsingfors.
Loftbacken är även ett efternamn. Enligt SCB bär fem personer i Sverige Loftbacken som efternamn.